# Риаль, Жюльен Жирар де
Жюлье́н Жира́р де Риа́ль (фр. Julien Girard de Rialle; 27 сентября 1841, Париж — 23 ноября 1904, Сантьяго) — французский этнограф.
С 1882 года директор архива министерства иностранных дел. В 1885 и 1886 годах был французским уполномоченным при разграничении франко-португальских и франко-испанских владений в Африке. Главные труды: «Agni dans le Veda et l’Avesta» (1869); «Les Dieux du vent» (1873); «De l’Antropophagie, étude d’ethnologie comparée» (1875); «Sur l’Asie centrale, son histoire, ses populations» (1875); «La Mythologie comparée» (1878); «Nos Ancêtres» (1883). Популярные сочинения Жюльена: «Les Peuples de l’Afrique et de l’Amérique» (1880) и «Les Peuples de l’Asie et de l’Europe» (1881) в «Bibliothèque utile».